# American Lumber Mill, Albuquerque, New Mexico
American Lumber Mill, Albuquerque, New Mexico è un cortometraggio muto del 1912 prodotto dalla Nestor. Il nome del regista non viene riportato nei credit.

## Produzione
Il film fu prodotto dalla Nestor Film Company. Venne girato ad Albuquerque, nel Nuovo Messico.

## Distribuzione
Distribuito dalla Motion Picture Distributors and Sales Company, il film - un cortometraggio di un centinaio di metri - uscì nelle sale cinematografiche USA il 27 aprile 1912. Nelle proiezioni, veniva programmato con il sistema dello split reel, accorpato in un'unica bobina con un altro cortometraggio prodotto dalla Nestor, la commedia Three of a Kind.